# Treat Williams
Treat Williams (født 1. december 1951, død 12. juni 2023) var en amerikansk skuespiller. Williams medvirkede i flere film, tv-film og -serie samt teaterproduktioner. Han fik sit store gennembrud i rollen som George Berger i filmen Hair fra 1979 og havde ligeledes en fremtrædende rolle i Steven Spielbergs film 1941 fra samme år.
Han medvirkede i tv-serien  Everwood (2002–2006) som Dr. Andy Brown. han blev nomineret til to Screen Actors Guild Awards, tre Golden Globes, en Primetime Emmy, to Satellite Awards og en Independent Spirit Award.